# Natalia Grima
Natalia Grima là một nghệ sĩ dương cầm người Argentina và là nhà giáo dục âm nhạc, sinh ra ở San Miguel de Tucumán, vào những năm 1970, sống ở Buenos Aires từ năm 2004. Cô là người sáng lập và chủ tịch trường Suzuki Piano ở Buenos Aires , trường dạy piano đầu tiên tại thành phố chuyên về phương pháp Suzuki.
Natalia có bằng Cử nhân Nghệ thuật với chuyên ngành Âm nhạc từ Universidad Nacional de Tucumán, từ đó cô tốt nghiệp Summa Cum Laude. Trước đó, tại trường Piano của Vicente Scaramuzza, cô được đào tạo bởi Oscar Buriek, Carmen Scalcione và Ana Laura Stampalia. Cô là một người chơi solo nhưng cũng chơi trong các dàn nhạc và các dàn nhạc kịch khác, ở Argentina, Peru, Hoa Kỳ và Thụy Sĩ. Vào năm 2004, vì những đóng góp của cô cho văn hóa giáo dục âm nhạc, cô đã được trao giải thưởng "Mujer Destacada de Nuestro Medio" của thành phố San Miguel de Tucumán. Vào năm 2007, Liên đoàn phụ nữ đại học Argentina đã tặng cô huy chương FAMU, sự phân biệt cao nhất của tổ chức Suzuki, trong số 82 ứng cử viên có điểm trung bình xuất sắc tại trường đại học. Vào năm 2011, Natalia đại diện cho Argentina tại "V Encuentro Suzuki de América Latina", tại Lima, Peru với phần trình bày "De la estimulación nhạc temprana a la ejecución instrumental". Hai năm sau, cô được Bộ Ngoại giao chọn để đại diện cho Argentina trong một khóa đào tạo âm nhạc tại Đại học Holy Names, California, Hoa Kỳ. Và vào năm 2015, một lần nữa cô được đại diện cho đất nước của mình tại Đại hội Quốc tế kỷ niệm 100 năm Viện Jaques Dalcroze ở Genève, Thụy Sĩ.
Từ năm 1997, cô là chuyên ngành Giáo dục Âm nhạc / Nghệ thuật Piano tại Giáo dục Tài năng hoặc Phương pháp Suzuki. Do đó, cô nhận được rất nhiều học bổng của Hiệp hội Suzuki châu Mỹ, Mỹ để theo đuổi việc đào tạo ở Argentina, Chile, Perú, Mỹ, và thậm chí ở châu Âu, tại Đại học Cambridge ở Anh và Tây Ban Nha, nơi cô gặp Caroline Fraser, Doris Koppelman và Mary Craig Powell trong số các nghệ sĩ dương cầm nổi tiếng khác. Cô cũng theo các phương pháp khác, chẳng hạn như: Phương pháp Dalcroze Lưu trữ ngày 15 tháng 5 năm 2017 tại Wayback Machine; Phương pháp Kodaly Lưu trữ ngày 8 tháng 5 năm 2017 tại Wayback Machine; Phương pháp RYE (Recherche Sur Yoga dans L’Education- Nghiên cứu Yoga trong Giáo dục) và Phương pháp Alexander.